# Strażnica KOP „Bór”
Strażnica KOP „Bór” – zasadnicza jednostka organizacyjna Korpusu Ochrony Pogranicza pełniąca służbę ochronną na granicy polsko-sowieckiej.

## Formowanie i zmiany organizacyjne
W 1924, w składzie 1 Brygady Ochrony Pogranicza, został sformowany 11 batalion graniczny. W 1928 w skład batalionu wchodziło 13 strażnic, w tym 113 strażnica KOP „Bór Międzyrzecki” . W latach 1928–1939 w strukturze organizacyjnej 3 kompanii granicznej KOP „Nowomalin” funkcjonowała strażnica KOP „Bór” . Strażnica liczyła około 18 żołnierzy i rozmieszczona była przy linii granicznej z zadaniem bezpośredniej ochrony granicy państwowej .
W 1932 obsada strażnicy zakwaterowana była w budynku popolicyjnym. Strażnicę z macierzystą kompanią łączyła droga polna długości 8 km.

## Służba graniczna

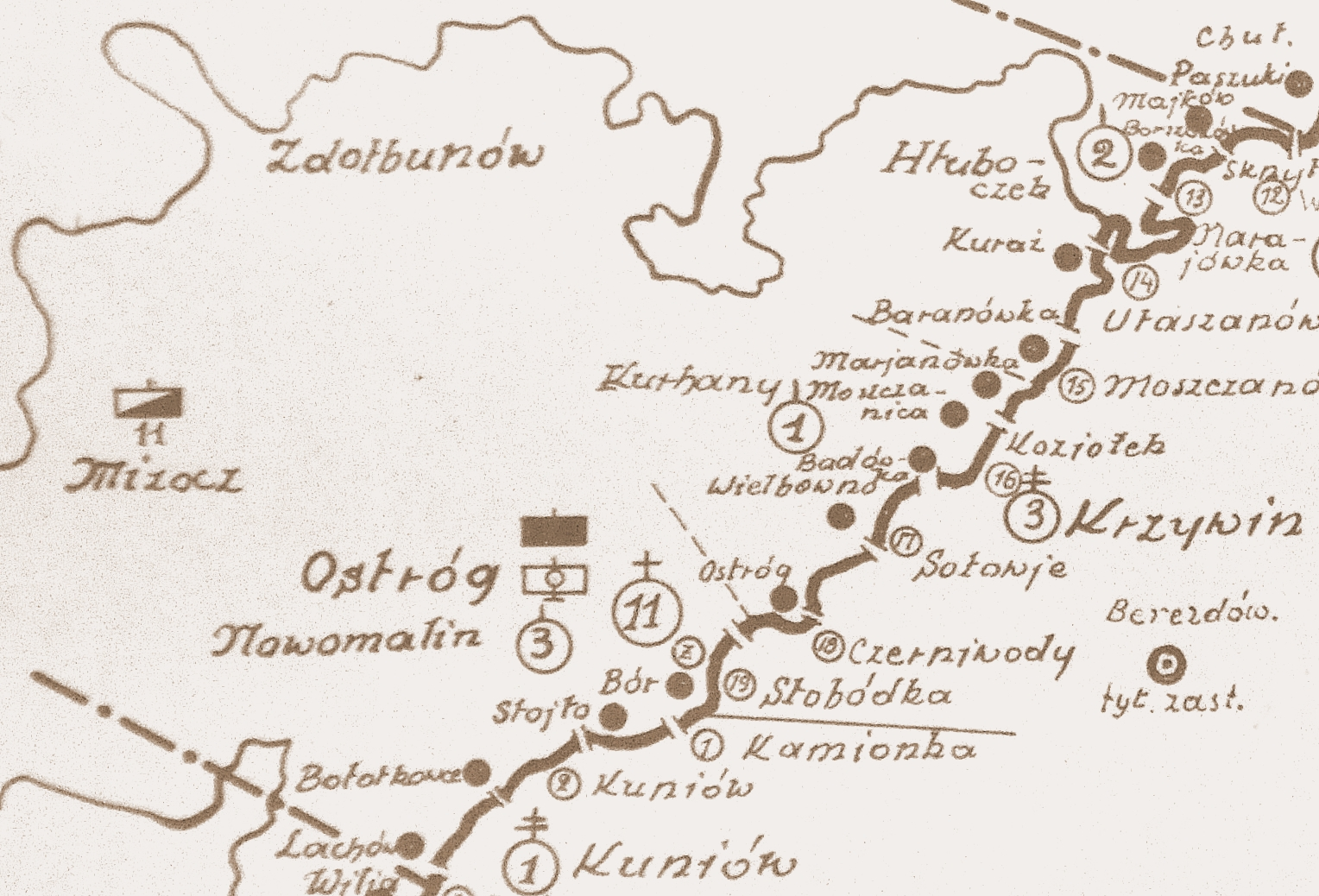
Rozmieszczenie batalionu KOP „Ostróg” w 1931

Podstawową jednostką taktyczną Korpusu Ochrony Pogranicza przeznaczoną do pełnienia służby ochronnej był batalion graniczny. Odcinek batalionu dzielił się na pododcinki kompanii, a te z kolei na pododcinki strażnic, które były „zasadniczymi jednostkami pełniącymi służbę ochronną”, w sile półplutonu. Służba ochronna pełniona była systemem zmiennym, polegającym na stałym patrolowaniu strefy nadgranicznej, wystawianiu posterunków alarmowych, obserwacyjnych i kontrolnych stałych, patrolowaniu i organizowaniu zasadzek w miejscach rozpoznanych jako niebezpieczne, kontrolowaniu dokumentów i zatrzymywaniu osób podejrzanych, a także utrzymywaniu ścisłej łączności między oddziałami i władzami administracyjnymi.
Strażnica KOP „Bór” w 1938 ochraniała pododcinek granicy państwowej szerokości 6 kilometrów 34 metrów od słupa granicznego nr 1731 do 1737, a w 1938 pododcinek szerokości 13 kilometrów 42 metrów od słupa granicznego nr 1731a do 1742.
Wydarzenia:
- W meldunku sytuacyjnym KOP za okres od 1 do 10 października 1928 odnotowano: W czasie zabawy w kolonii Bilemasz powstała bójka. Rozbrojony został i pobity posterunkowy PP. Dwa patrole strażnicy «Bór» ujęły sprawców[13].

Sąsiednie strażnice:
- strażnica KOP „Ostróg” ⇔ strażnica KOP „Stójło” – 1928[3], 1929[4], 1931[5] , 1932[6], 1934[7]
- strażnica KOP „Ostróg” ⇔ strażnica KOP „Bołotkowce” – 1938[8]